# F.G. „Teddy” Oke Trophy
F.G. "Teddy" Oke Trophy – nagroda przyznawana każdego sezonu w lidze American Hockey League najlepszemu zespołowi północno-wschodniej dywizji w sezonie zasadniczym. Jest to najstarsze trofeum w AHL. Pierwsze trofeum przyznano w sezonie 1926–1927. Od początku wielokrotnie zmieniano za co przyznawane było to trofeum. Nagroda wzięła swoją nazwę od właściciela jednego z zespołów Canadian Professional Hockey League. 

## Zdobywcy

### Mistrzostwo Północnej Dywizji
- 2015-2016 - Toronto Marlies

### Mistrzostwo Północno-Wschodniej Dywizji
- 2014-2015: Hartford Wolf Pack
- 2013-2014: Springfield Falcons
- 2012–2013: Springfield Falcons
- 2011–2012: Bridgeport Sound Tigers

### Mistrzostwo Wschodniej Dywizji
- 2010–2011: Wilkes-Barre/Scranton Penguins
- 2009–2010: Hershey Bears
- 2008–2009: Hershey Bears
- 2007-2008: Wilkes-Barre/Scranton Penguins
- 2006-2007: Hershey Bears
- 2005–2006: Wilkes-Barre/Scranton Penguins
- 2004–2005: Binghamton Senators
- 2003–2004: Philadelphia Phantoms
- 2002–2003: Binghamton Senators
- 2001–2002: Bridgeport Sound Tigers

### Mistrzostwo Dywizji Nowej Anglii
- 2000–2001: Worcester IceCats
- 1999–2000: Hartford Wolf Pack
- 1998–1999: Providence Bruins
- 1997–1998: Springfield Falcons
- 1996–1997: Worcester IceCats

### Mistrzostwo Północnej Dywizji
- 1995–1996: Springfield Falcons
- 1994–1995: Albany River Rats
- 1993–1994: Adirondack Red Wings
- 1992–1993: Providence Bruins
- 1991–1992: Springfield Indians
- 1990–1991: Springfield Indians
- 1989–1990: Sherbrooke Canadiens
- 1988–1989: Sherbrooke Canadiens
- 1987–1988: Maine Mariners
- 1986–1987: Sherbrooke Canadiens
- 1985–1986: Adirondack Red Wings
- 1984–1985: Maine Mariners
- 1983–1984: Fredericton Express
- 1982–1983: Fredericton Express
- 1981–1982: New Brunswick Hawks
- 1980–1981: Maine Mariners
- 1979–1980: New Brunswick Hawks
- 1978–1979: Maine Mariners
- 1977–1978: Maine Mariners

### Mistrzostwo American Hockey League
- 1976–1977: Nova Scotia Voyageurs

### Mistrzostwo Północnej dywizji
- 1975–1976: Nova Scotia Voyageurs
- 1974–1975: Providence Reds
- 1973–1974: Rochester Americans

### Mistrzostwo Wschodniej dywizji
- 1972–1973: Nova Scotia Voyageurs
- 1971–1972: Boston Braves
- 1970–1971: Providence Reds
- 1969–1970: Montreal Voyageurs
- 1968–1969: Hershey Bears
- 1967–1968: Hershey Bears
- 1966–1967: Hershey Bears
- 1965–1966: Quebec Aces
- 1964–1965: Quebec Aces
- 1963–1964: Quebec Aces
- 1962–1963: Providence Reds
- 1961–1962: Springfield Indians

### Mistrzostwo American Hockey League
- 1960–1961: Springfield Indians
- 1959–1960: Springfield Indians
- 1958–1959: Buffalo Bisons
- 1957–1958: Hershey Bears
- 1956–1957: Providence Reds
- 1955–1956: Providence Reds
- 1954–1955: Pittsburgh Hornets
- 1953–1954: Buffalo Bisons
- 1952–1953: Cleveland Barons

### Mistrzostwo Zachodniej dywizji
- 1951–1952: Pittsburgh Hornets
- 1950–1951: Cleveland Barons
- 1949–1950: Cleveland Barons
- 1948–1949: St. Louis Flyers
- 1947–1948: Cleveland Barons
- 1946–1947: Cleveland Barons
- 1945–1946: Indianapolis Capitals
- 1944–1945: Cleveland Barons
- 1943–1944: Cleveland Barons
- 1942–1943: Buffalo Bisons
- 1941–1942: Indianapolis Capitals
- 1940–1941: Cleveland Barons
- 1939–1940: Indianapolis Capitals
- 1938–1939: Hershey Bears
- 1937–1938: Cleveland Barons
- 1936–1937: Syracuse Stars

### Mistrzostwo International League
- 1935–1936: Detroit Olympics
- 1934–1935: Detroit Olympics
- 1933–1934: London Tecumsehs
- 1932–1933: Buffalo Bisons
- 1931–1932: Buffalo Bisons
- 1930–1931: Windsor Bulldogs
- 1929–1930: Cleveland Indians

### Mistrzostwo Canadian Professional Hockey League
- 1928–1929: Windsor Bulldogs
- 1927–1928: Stratford Nationals
- 1926–1927: London Panthers